# Zygodontomys brevicauda
Zygodontomys brevicauda е вид гризач от семейство Мишкови (Muridae). Видът не е застрашен от изчезване.

## Разпространение и местообитание
Разпространен е в Бразилия, Венецуела, Гвиана, Колумбия, Коста Рика, Панама, Суринам, Тринидад и Тобаго и Френска Гвиана.
Обитава гористи местности, влажни места, поляни, ливади, савани, блата, мочурища и тресавища в райони с тропически климат, при средна месечна температура около 24,3 градуса.

## Описание
Теглото им е около 52,2 g.
Стават полово зрели на 1,4 месеца. Популацията на вида е стабилна.